# Rosemarie Trockel
Rosemarie Trockel (Schwerte, RDA, 13 de novembre de 1952) és una artista alemanya i una figura important en l'art contemporani internacional. Viu i treballa a Colònia, i ensenya a la Kunstakademie Düsseldorf, des d'on treballa obres relacionades amb la contradicció, les reivindicacions de la dona i la transgressió de codis.
Entre 1970 i 1978, Trockel va estudiar antropologia, sociologia, teologia i matemàtiques a Colònia (Alemanya), intentant obtenir un títol d'ensenyament per poder ser mestra. Més tard va estudiar pintura al Kölner Werkschulen, també a Colònia. Va exposar sola per primera vegada el 1983 a Bonn i Colònia. Es va fer famosa en abordar les qüestions contemporànies, en particular el lloc de la dona en el món de l'art. El seu treball va desafiar diversos conceptes de la sexualitat, la cultura, i la producció artística. En els anys vuitanta del segle xx, va realitzar importants exposicions individuals als Estats Units, per exemple, al MoMA de Nova York.
El 1992, el Museu Nacional Centre d'Art Reina Sofia de Madrid va dedicar-li una exposició retrospectiva. El 1995 va crear el memorial Frankfurter Engel a Frankfurt del Main, Alemanya, dedicat als homosexuals executats pel nazisme. Està representada per Sprüth Magers Berlín Londres. A Barcelona, es va poder veure obra seva a l'exposició Fondo, figura y lluvia, de la galeria Antoni Estrany, el 1996.

## Obra destacada

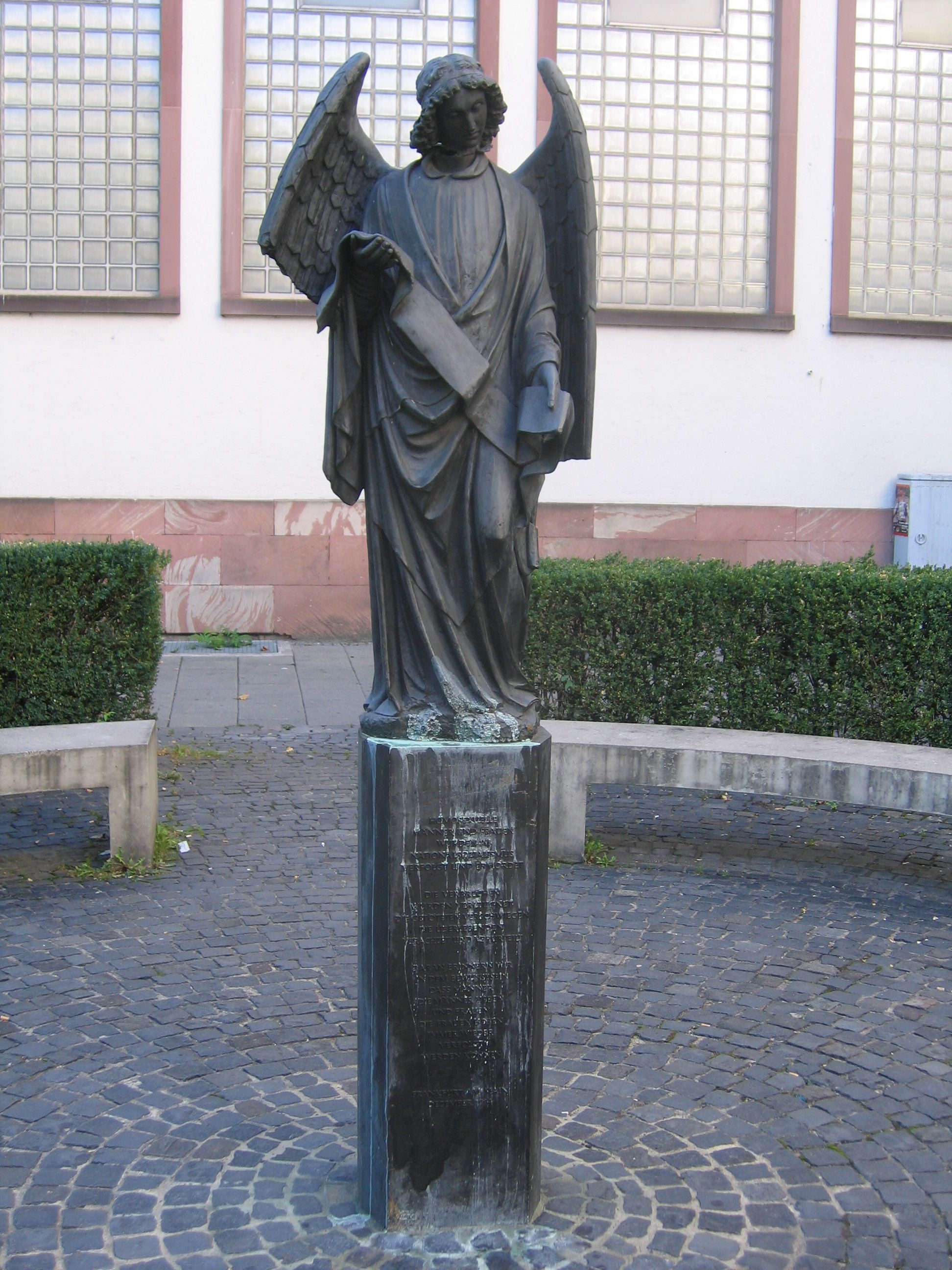
Frankfurter Engel, obra de Trockel a Frankfurt

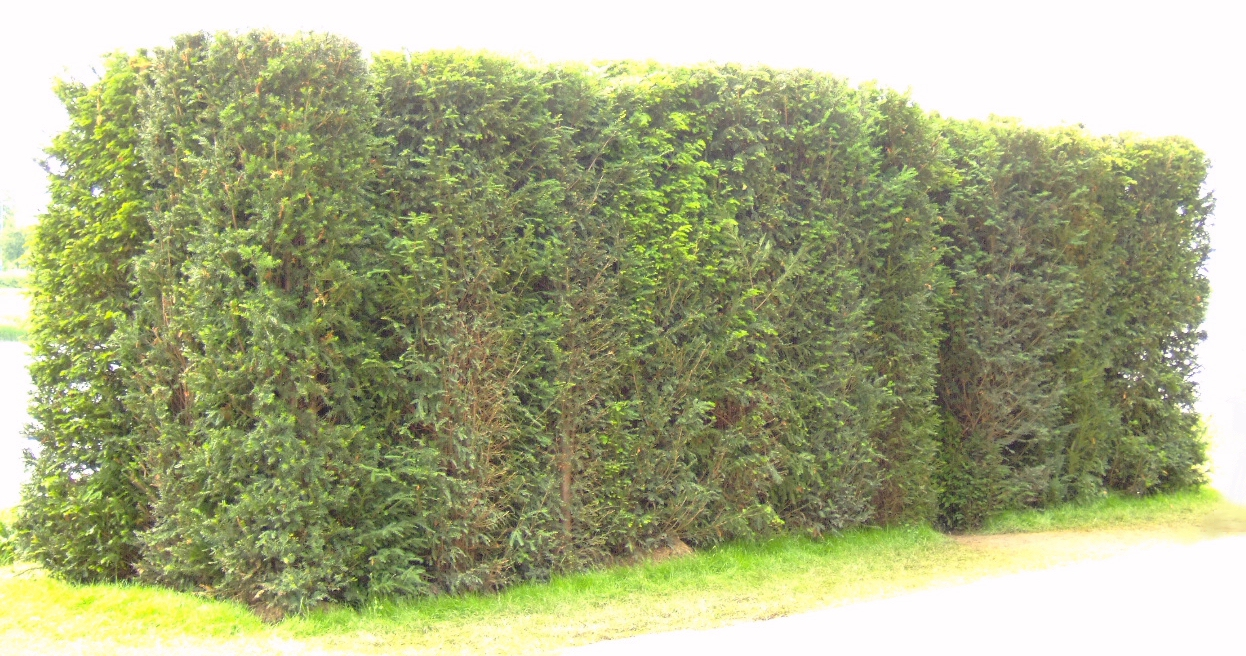
Rosemarie Trockel: Less Sauvage than Others (Weniger wild als andere) (2006)

Al MoMA, es poden veure les seves Imatges teixides de Trockel (Trockel's "knitting pictures") produïdes el 1985, que consistien en reproduccions informàtiques de logos o imatges populars fetes amb llana o amb altres teixits. Es poden veure obres seves al fons de la col·lecció del MACBA.

## Premis i reconeixements
- 1985 Stipendium per la Kulturkreises der deutschen Wirtschaft, Colònia
- 1989 Karl-Ströher-Preis, Frankfurt
- 1991 Günter-Fruhtrunk-Preis per la Akademie der Bildenden Künste Munich
- 1998 Staatspreis pel govern de Rin del Nord-Westfàlia
- 1999 Internationalee Kunstpreis pel Kulturstiftung Stadtsparkasse Munich
- 2004 Wolfgang-Hahn-Preis pel Gesellschaft für Moderne Kunst am Kölner Museum Ludwig